# 이해준 (영화 감독)
이해준(1973년 8월 18일 ~ )은 대한민국의 영화 감독이자, 시나리오 작가이다.

## 주요 작품
- 백두산 (2019) 각본/감독
- 나의 독재자 (2014) 각본/감독
- 김씨 표류기 (2009) 각본/감독
- 천하장사 마돈나 (2006) 각본/감독
- 아라한 장풍 대작전 (2004) 각본